# Kamienica Pod Czerwonym Polakiem we Wrocławiu
Kamienica Pod Czerwonym Polakiem – niezachowana średniowieczna kamienica, która znajdowała się przy ulicy Kuźniczej 52 we Wrocławiu. 

## Historia
Kamienica została wzniesiona w okresie późnego średniowiecza. Od pierwszej połowy XVI wieku w jej fasadę wbudowany był gotycko-renesansowy portal. W 1868 roku, z inicjatywy właściciela aptekarza R. Müncke, kamienica została przebudowana. Trzykondygnacyjna kamienica Pod Czerwonym Polakiem była kamienicą dwutraktową, szczytową, o dwukondygnacyjnym neogotyckim szczycie. Fasada budynku była trzyosiowa, a jego okna otoczone były kamiennymi profilowanymi opaskami.     
W kamienicy znajdowała się gospoda „Pod Czerwonym Polakiem”.
W 1852 roku kamienicę zamieszkiwała gospodyni domowa Schmigale, czeladnik kowala Sommer oraz czeladnik krawiecki Gustav Seidel.